# Sonia Ghorbel
Sonia Ghorbel – tunezyjska judoczka. Startowała w Pucharze Świata w 1996 i 1997. Zdobyła pięć medali na mistrzostwach Afryki w latach 1996 - 1998.